# بوسنة (فرقة شرطة خاصة)
البوسنة كانت فرقة شرطة خاصة لوحدات القوات الخاصة التابعة لوزارة الداخلية في جمهورية البوسنة والهرسك وجزءا من جيش جمهورية البوسنة والهرسك الجيش الرسمي لحكومة البوسنة والهرسك في زمن الحرب.

## التاريخ
نشأت الوحدة الخاصة التابعة لوزارة الداخلية من الوحدة الجمهورية الخاصة التي كانت موجودة قبل الحرب والتي تأسست عام 1982. مثل معظم وحدات الشرطة الخاصة الأوروبية والتي تم إنشاؤها استجابة لموجة الإرهاب وتم تشكيل هذه الوحدة من الفئة العمرية فوق المتوسطة من ضباط الشرطة المجهزين بأحدث المعدات والمدربين تدريبا خاصا ليكونوا مستعدين للتصدي بفعالية للإرهاب.
لعبت الوحدة دورا رئيسيا في الدفاع عن سراييفو أثناء الحصار. خاضت الوحدة بعض أعنف المعارك وانتهت معظم المعارك لصالحها مما أكسبها شعبية هائلة. كان يطلق على أعضاء الوحدة بشكل غير رسمي مسمى فيكيتشيفي وهذا يعني «رجال القائد دراغان فيكيتش».
كانت الوحدة في الغالب تحت القيادة المباشرة لرئاسة جمهورية البوسنة والهرسك.